# ブラミネ・ユブレヒト
ブラミネ・ユブレヒト（Bramine Hubrecht、Bramineは愛称、正式な名前:Abrahamina Arnolda Louise Hubrecht、1855年7月21日 – 1913年11月5日）は、オランダの画家である。

## 略歴
ロッテルダムでオランダ内務省の長官も務めた役人の娘に生まれた。兄に動物学者になったアンブロジウス・ユブレヒト(Ambrosius Hubrecht: 1853-1915)、妹に画家になったマリア・ユブレヒト(Maria Hubrecht: 1865-1950) がいる。 
1874年頃からデン・ハーグの美術アカデミーで学び、1878年から1886年の間、アムステルダムの国立美術アカデミー(Rijksakademie van beeldende kunsten)でアウグスト・アレベ(August Allebé: 1838–1927)に学んだ。静物画や風俗画、人物画を描き、1880年からアムステルダムの展覧会、「現代芸術家展(Tentoonstelling van Levende Meesters)」に出展し、1898年に開かれたの「全国女性の労働に関する博覧会(Nationale Tentoonstelling van Vrouwenarbeid 1898)」の展覧会や1913年の「女性展（De Vrouw 1813–1913）」で作品を展示した。1881年のアントウェルペンの展覧会や1883年のシカゴ万国博覧会の展覧会、1888年のミュンヘンの展覧会などで賞を受けた。
1885年に王立ベルギー水彩画協会(Koninklijk Belgisch Aquarellistengezelschap)の名誉会員に選ばれ、アムステルダムの美術団体「Arti et Amicitiae（芸術と友情）」の会員になり、「オランダ素描協会(Hollandsche Teeken-Maatschappij)」の名誉会員であった。
1888年に、当時70歳であった有名な眼科医で大学教授のフランシスクス・ドンデルス(1818-1889)の肖像画を描いたことで知り合い、その年の暮れ、ドンデルスと結婚した。1889年にドンデルスが亡くなった後、1892年に学者のAlphonse Marie Antoine Joseph Grandmont (1837-1909)と再婚し、シチリアのタオルミーナの別荘やユトレヒト州のドールン(Doorn)の邸で暮らした。1913年にイギリス、サリー州のHolmbury St Maryで58歳で亡くなった。ユブレヒトの作品はアムステルダム国立美術館などに収蔵されている。

## 作品

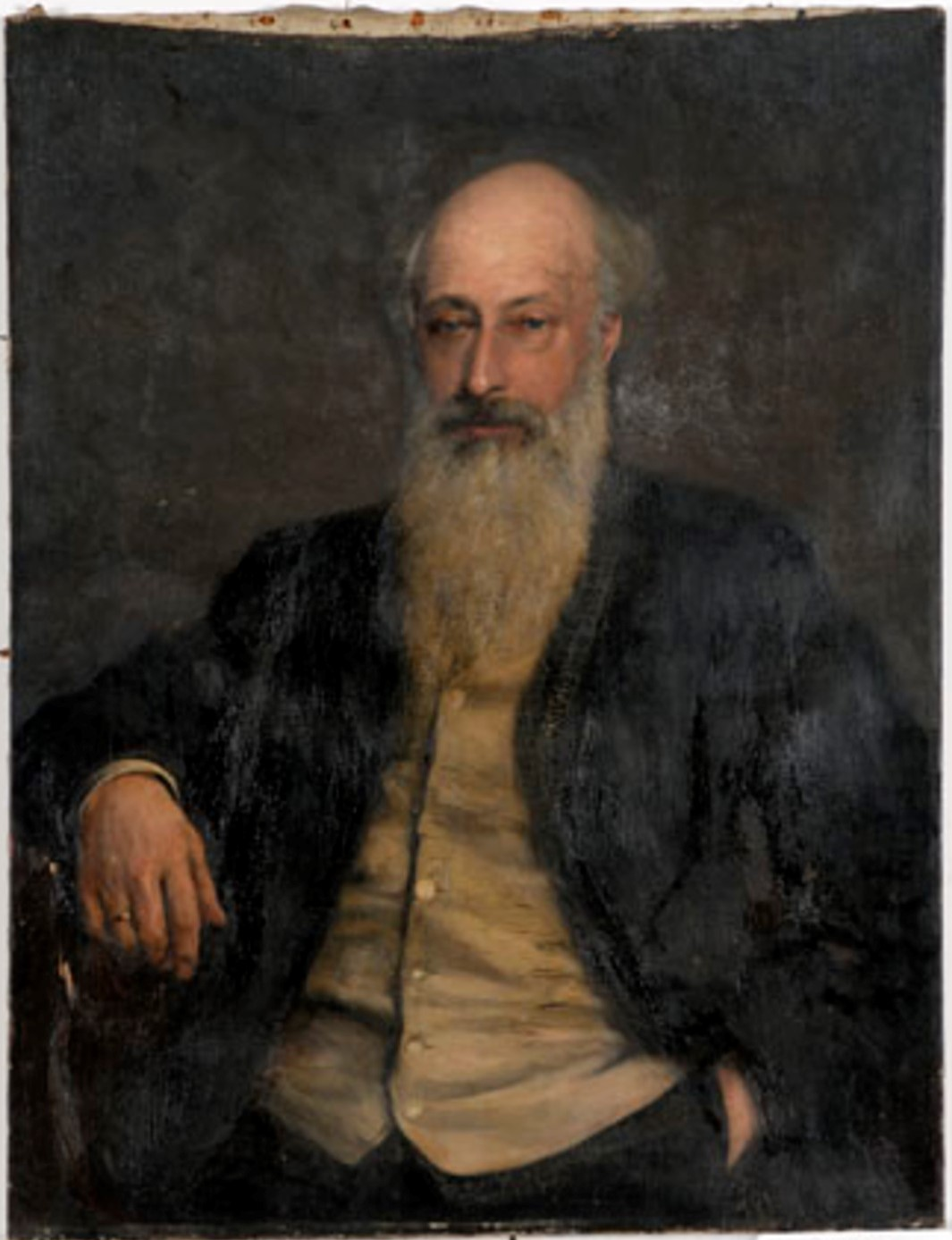
父親の肖像画
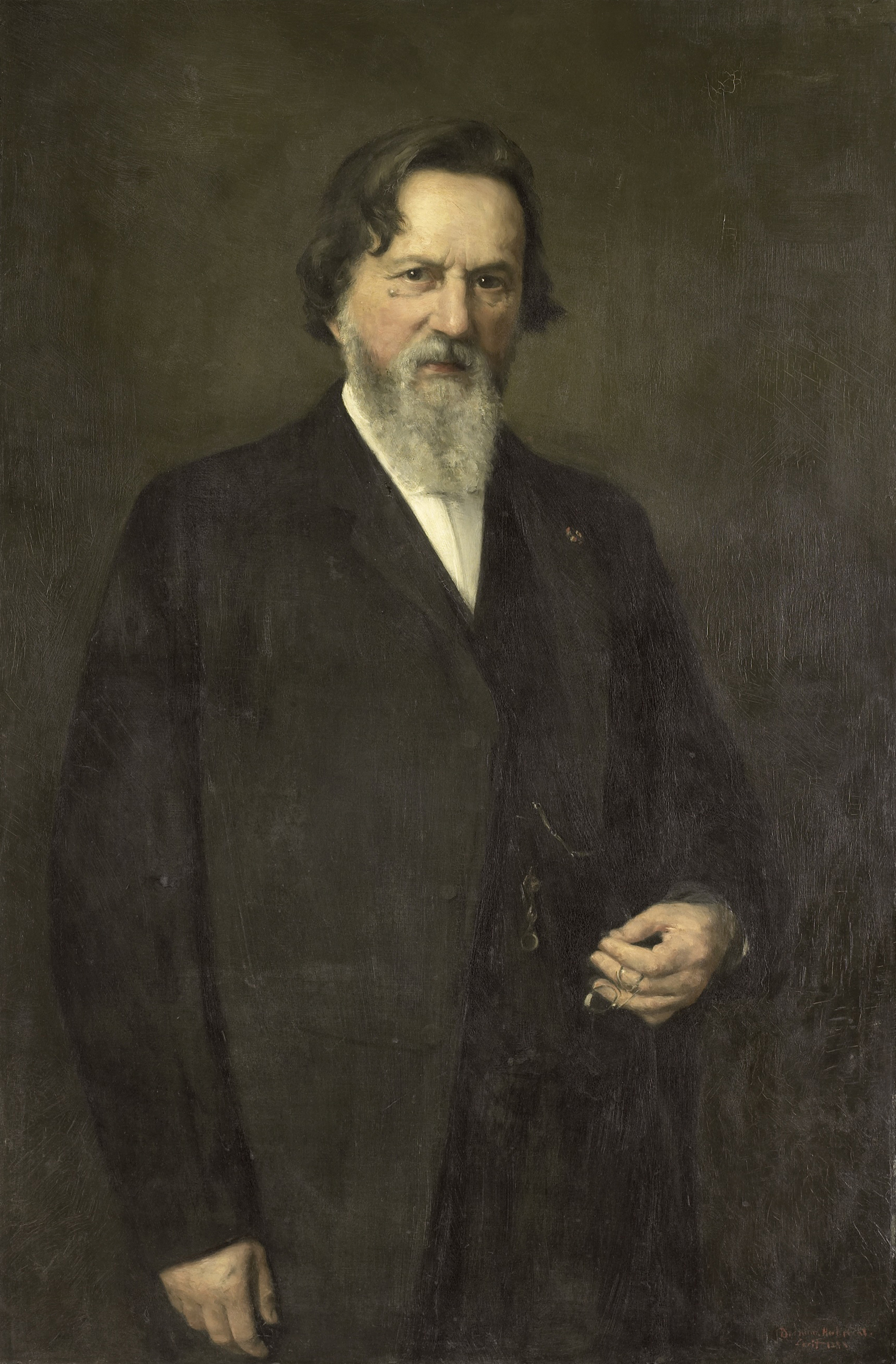
最初の夫、フランシスクス・ドンデルスの肖像画(1888) アムステルダム国立美術館蔵
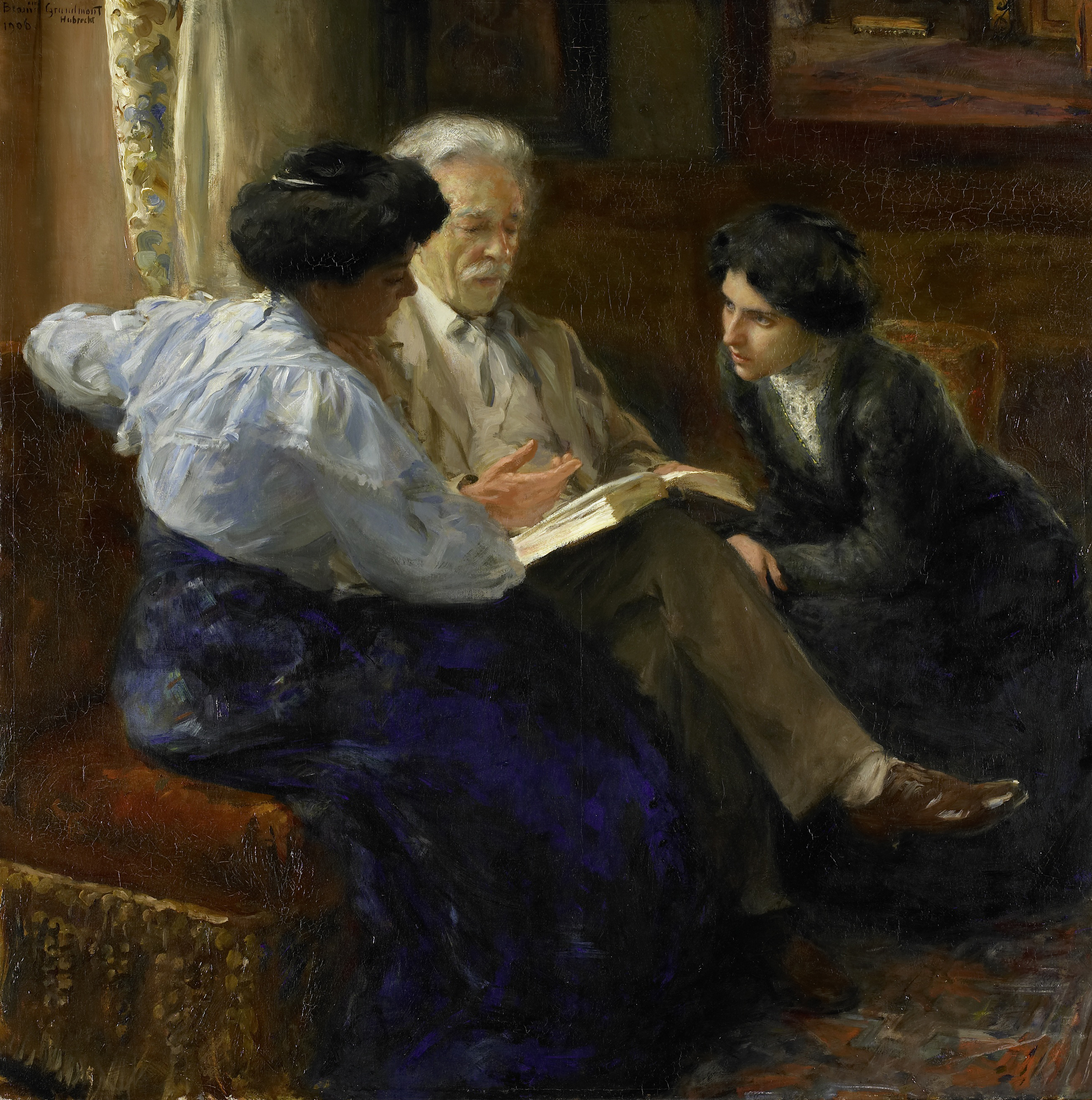
2人のイタリア女性を教える2番目の夫 アムステルダム国立美術館蔵
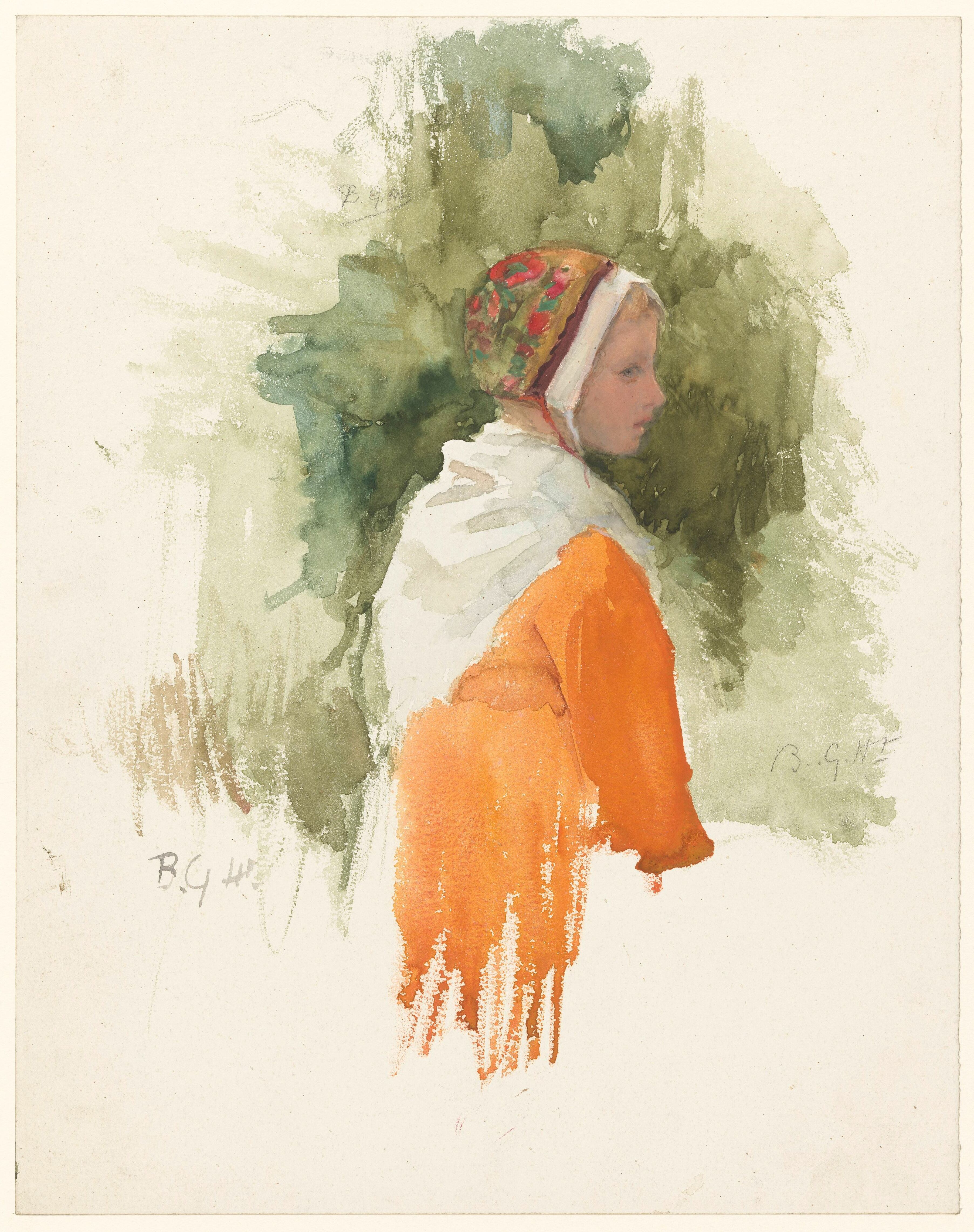
オレンジ色の服と帽子を着けた少女